# John Garcia-Thompson
John Garcia-Thompson, spanisch Juan Claudio Garcia Thompson (* 8. Juni 1979 in Palma) ist ein britischer Beachvolleyballspieler spanischer Herkunft. Er spielte bis 2006 für Spanien und ab 2009 für Großbritannien.

## Karriere
Garcia-Thompson spielte 1999 und 2001 seine ersten internationalen Turniere. 2002 bildete er ein Duo mit Fabio Díez, das bei der Europameisterschaft in Basel in der dritten Runde den Schweizern Heuscher/Kobel unterlag und in der Verliererrunde gegen die Österreicher Gartmayer/Nowotny ausschied. Ein Jahr später endete die EM in Alanya für Garcia Thompson und seinen neuen Partner Antonio Cotrino Heras trotz eines Auftaktsieges gegen die Schweizer Egger/Heyer als Gruppenletzter in der Vorrunde. Kurz darauf kamen die Spanier als Gruppenzweite in die KO-Runde der WM in Rio de Janeiro und verloren gegen die Brasilianer Fred/Brazão.
2005 trat Garcia-Thompson mit Javier Pineda Luna an. Bei der WM in Berlin kamen Garcia/Luna nach Niederlagen gegen die Brasilianer Franco/Tande und die Portugiesen Maia/Brenha nicht über Platz 25 hinaus. Im August kämpften sie sich bei der EM in Moskau trotz der Auftaktniederlage gegen die Russen Dajanow/Jeremin noch fast bis ins Halbfinale; erst in der fünften Verliererrunde scheiterten sie am deutschen Duo Dieckmann/Scheuerpflug. Am Ende des Jahres spielte Garcia Thompson noch einige Turniere mit Javier Bosma. 2006 erreichte er mit Alex Ortiz Vargas einen neunten Rang beim Open-Turnier in Roseto degli Abruzzi.
Garcia-Thompson kehrte 2009 mit Robin Miedzybrodzki zurück. Nach der Premiere in Stare Jabłonki kam das Duo in Kristiansand und Åland jeweils auf den 33. Platz. 2010 spielten sie erneut die beiden skandinavischen Open-Turniere und erreichten den 41. Rang.
2011 bildete Garcia-Thompson ein neues Duo mit Steven Grotowski. Im ersten gemeinsamen Jahr erzielten sie ihr bestes Ergebnis mit Rang 17 bei den Shanghai Open. Beim Grand Slam an gleicher Stelle kamen sie 2012 ebenso auf den 25. Platz wie bei den Brasília Open. Für die Olympischen Spiele in London wurden sie vom britischen Verband als Team des Gastgebers nominiert. Damit traten sie als erste Briten überhaupt bei einem olympischen Beachvolleyballturnier an. In ihren drei Gruppenspielen gelang ihnen jedoch kein Satzgewinn, so dass sie nach der Vorrunde ausschieden.